# Thủy điện Ea Krông Rou
Thủy điện Ea Krông Rou là công trình thủy điện đầu tiên của tỉnh Khánh Hòa, Việt Nam được xây dựng nhằm khai thác năng lượng theo nhánh sông cùng tên thuộc xã Ninh Tây, thị xã Ninh Hòa. Thủy điện Ea Krông Rou có công suất 28 mê-ga-oát, gồm 2 tổ máy, khởi công tháng 3 năm 2005 , hoàn thành tháng 6 năm 2007.
Hồ chứa nước Ea Krông Rou có mức nước 507 m, rộng 3,16 km², dung tích gần 36 triệu m³. Nước từ đập chính dẫn theo đường ống dài gần 3.000 m tới nhà máy phát điện.

## Ea Krông Rou
Ea Krông Rou là dòng chính ở thượng nguồn sông Cái ở huyện Ninh Hòa tỉnh Khánh Hòa.
Sông bắt nguồn từ vùng núi cao 2000 m ở phần bắc xã Ninh Tây 12°40′26″B 108°56′31″Đ / 12,67389°B 108,94194°Đ, chảy về hướng nam.
Sau đó sông đổi hướng đông nam ở xã Ninh Sim và có tên sông Cái.
Từ vùng đô thị Ninh Hòa thì có tên sông Dinh 12°30′2″B 109°7′24″Đ / 12,50056°B 109,12333°Đ và đổ ra Biển Đông.

## Chỉ dẫn
1. ↑  Bản đồ tỷ lệ 1:50.000 tờ D-49-74D, Cục Đo đạc và Bản đồ (2004). Tờ bản đồ điện tử này nhập lỗi tên sông và tên thủy điện.